# Rhett Davies
Rhett Davies (* 1950) je anglický hudební producent a zvukový inženýr. Jeho otec hrál na trubku. On sám svou kariéru zahájil počátkem sedmdesátých let jako zvukový inženýr ve studiích společnosti Island Records. Je dlouholetým spolupracovníkem zpěváka Bryana Ferryho. Během své kariéry však spolupracoval s mnoha dalšími hudebníky, mezi něž patří například skupiny Camel, Dire Straits a King Crimson.

## Výběr zdiskografie
- Another Green World (Brian Eno, 1975)
- Moonmadness (Camel, 1976)
- Before and After Science (Brian Eno, 1977)
- Rain Dances (Camel, 1977)
- Ambient 1: Music for Airports (Brian Eno, 1978)
- Music for Films (Brian Eno, 1978)
- Flesh + Blood (Roxy Music, 1980)
- Discipline (King Crimson, 1981)
- Beat (King Crimson, 1982)
- Boys and Girls (Bryan Ferry, 1985)
- Wrong Way Up (Brian Eno a John Cale, 1990)
- Frantic (Bryan Ferry, 2002)
- Dylanesque (Bryan Ferry, 2007)
- Olympia (Bryan Ferry, 2010)
- The Jazz Age (Bryan Ferry, 2012)